# 세르동
세르동 (Cerdon)은 프랑스 오베르뉴론알프 앵주의 코뮌이다. 세르동에 사는 사람은 '세르도네 / 세르도네즈' (Cerdonnais / Cerdonnaises)라 부른다.
생탈방, 라발므, 퐁생, 메리냐, 보이외생제롬, 코를리에, 비외디즈나브, 이즈나브 등의 코뮌과 경계를 이룬다.

## 인구
| 연도 | 인구 | ±%    |
| ---- | ---- | ----- |
| 2005 | 758  | —     |
| 2006 | 766  | +1.1% |
| 2007 | 779  | +1.7% |
| 2008 | 766  | −1.7% |
| 2009 | 754  | −1.6% |
| 2010 | 741  | −1.7% |
| 2011 | 741  | +0.0% |
| 2012 | 734  | −0.9% |
| 2013 | 749  | +2.0% |
| 2014 | 764  | +2.0% |
| 2015 | 779  | +2.0% |
| 2016 | 785  | +0.8% |

## 같이 보기
- 앵 주의 코뮌 목록